# Yekaterina Xilko
Yekaterina Vikorovna Xilko (Tashkent, 25 marzo 1982) è una ginnasta uzbeka vincitrice della medaglia di bronzo ai Giochi olimpici di Pechino 2008 nel trampolino elastico.

## Palmarès
- Giochi olimpici estivi

2008 - Pechino: bronzo nel trampolino elastico.
- Giochi asiatici

2006 - Doha: bronzo individuale.